# I Love You (canción de Donna Summer)
«I Love You» (en español: «Te amo») es el primer sencillo del álbum Once Upon a Time de Donna Summer, grabado y lanzado en 1977. Con una duración de 4:43 minutos, fue editada para ser lanzada como sencillo.
En el álbum se relata una versión moderna de la Cenicienta, una historia del salto de la pobreza a la riqueza, y "I Love You" aparece al final del álbum, cuando el personaje principal y el objeto de sus deseos declaran su amor mutuo.
Junto con "Rumour Has It", son los sencillos más exitosos del álbum y tuvieron una buena acogida en Europa.

## Sencillos
- US 7" sencillo (1977) Casablanca NB 907[1]

1. «I Love You» - 3:17
2. «Once Upon a Time» - 3:58

- ITA 7" sencillo (1977) Durium Ld A 7997[2]

1. «I Love You» - 3:17
2. «Once Upon a Time» - 3:58

- UK 7" sencillo (1977) Casablanca CAN 114[3]

1. «I Love You»
2. «Once Upon a Time»

## Posicionamiento
"I Love You" alcanzó el #1 en la lista dance con el álbum Once Upon a Time.
| Lista/País (1977)             | Posición más alta | Semanas   |
| ----------------------------- | ----------------- | --------- |
| ARIA Australia                | 47                |           |
| Canadá                        | 32                |           |
| Dutch Top 40                  | 6                 |           |
| Irish Singles Chart           | 16                |           |
| Noruega                       | 10                | 1 semana  |
| UK Singles Chart              | 10                | 9 semanas |
| Billboard Hot 100             | 37                |           |
| Billboard Hot Soul Singles    | 28                |           |
| Billboard Hot Dance Club Play | 1                 | 5 semanas |

## Sucesión
| Predecesor: "Dance, Dance, Dance (Yowsah, Yowsah, Yowsah)" / "Everybody Dance" / "You Can Get By" de Chic | Billboard Hot Dance Club Play - Sencillo número uno (con Once Upon a Time) 17 de diciembre de 1977 - 14 de enero de 1978 | Sucesor: "Supernature" / "Give Me Love" / "Love Is Here" de Cerrone |